# Hein van den Boomen
Hein van den Boomen (Mierlo, 27 mei 1930 – Mierlo, 12 juni 1985) was een Nederlandse schilder, graficus, glazenier, kunstenaar.

## Leven en werk
Hein van den Boomen werd in 1930 geboren in het gehucht Kranenbroek (Mierlo). Zijn eerste opleiding is als glazenier bij Sikko van der Woude met stages bij Charles Eyck en Daan Wildschut. Vervolgens gaat hij aan de Kunstnijverheidsschool in Eindhoven in de leer bij Marius de Leeuw (monumentaal), bij René Smeets (tekenen) en voor grafiek bij Albert Troost.
In 1958 neemt hij deel aan de Kokoschka Schule (Schule des Sehens) in Salzburg. Tussen 1960 en 1963 werkt Hein als ontwerper van schilderingen op aardewerk in Vöcklabruck Oostenrijk. Vanaf 1969 is zijn woonplaats weer Mierlo. 

Zijn ontwerpen zijn bijna altijd gericht op en geïnspireerd door christelijke religie, volkskunst, maar eerst en vooral door de natuur: "Natuur is voor mij de religie".
Deze uit hij in wandschilderingen, mozaiek, glas in lood, schilderijen, lino's, pentekeningen en ook vlak voor zijn dood, het vaandel van het gilde in de regio.

## Werk in de publieke ruimte (selectie)
- Madonna met kind 1954 mozaïek Helmond
- Kind en dieren reliëf 1957 Helmond
- Een Uil 1967 mozaïek Mierlo

## Andere werken
- Glas-in-loodramen 1955 Odulphus school Helmond

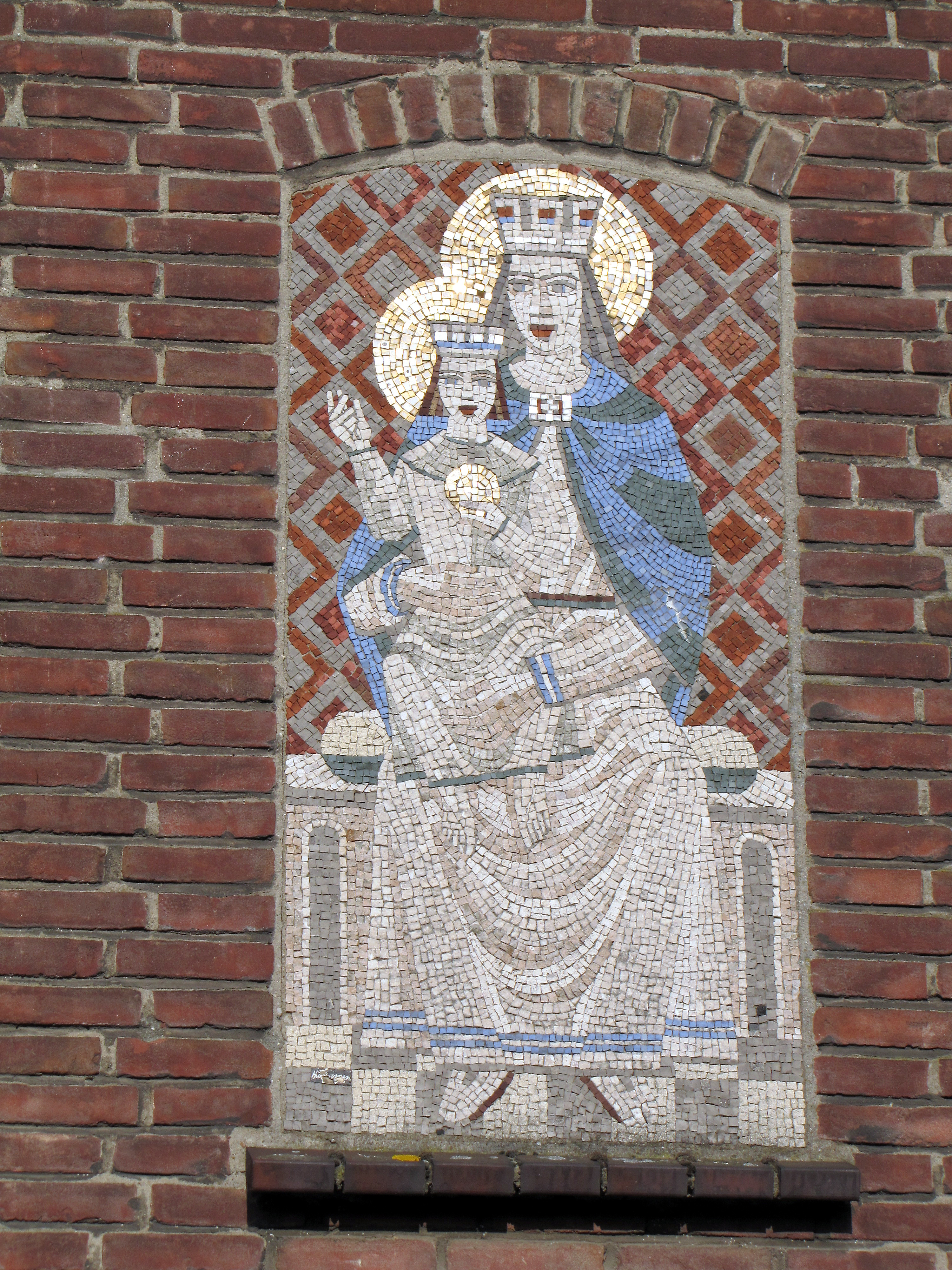
Madonna met kind (1954)
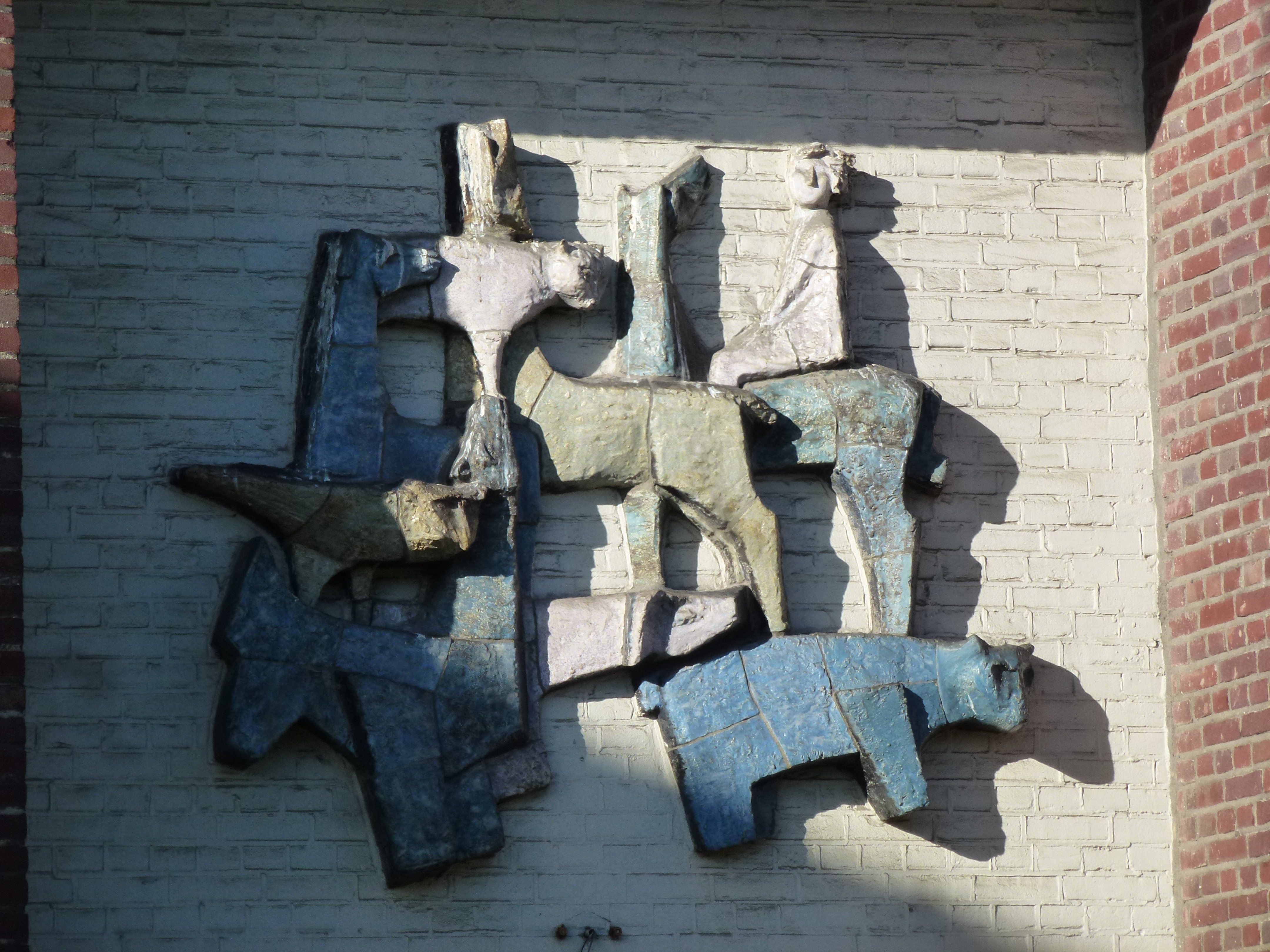
Kind en dieren (1957)

## Prijzen
- Legpenning Exp. Nederlandse Strijdkrachten 1956